# Kassina cochranae
Kassina cochranae là một loài ếch thuộc họ Hyperoliidae.
Loài này có ở Bờ Biển Ngà, Guinea, Liberia, và Sierra Leone.
Môi trường sống tự nhiên của chúng là rừng ẩm vùng đất thấp nhiệt đới hoặc cận nhiệt đới, xavan ẩm, đồng cỏ nhiệt đới hoặc cận nhiệt đới vùng đất cao, đầm nước ngọt, và đầm nước ngọt có nước theo mùa.
Chúng hiện đang bị đe dọa vì mất môi trường sống.